# 당근 샐러드

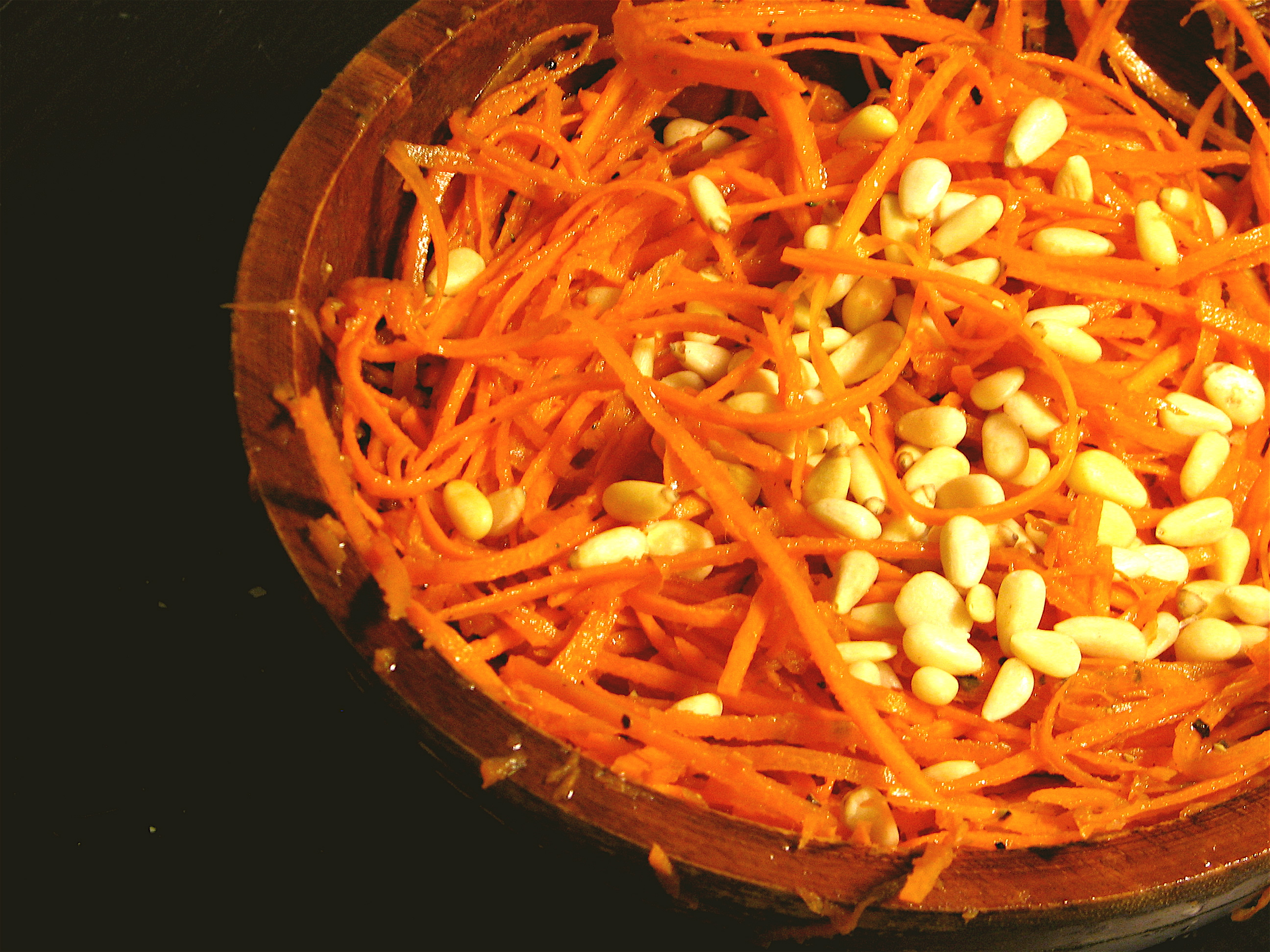

당근 샐러드(영어: carrot salad)는 당근으로 만든 샐러드다. 레시피는 지역마다 다양하다.

## 나라별
고려인이 만든 마르코프차는 강제이주하게 될 당시에 만든 샐러드다.
인도에서, 당근 샐러드는 보통 뜨거운 기름에 간 당근과 겨자씨, 풋고추와 함께 만든다.
프랑스에서는 채친 당근 샐러드인 카로트 라페를 먹는다.

## 같이 보기
- 당근 요리 목록